# Cylindraspis indica
Espèce
Synonymes
- Testudo indica Schneider, 1783
- Testudo tabulata africana Schweigger, 1812
- Chersine retusa Merrem, 1820
- Testudo perraultii Duméril & Bibron, 1835
- Testudo graii Duméril & Bibron, 1835
- Chersina grayi Strauch, 1865
- Cylindraspis borbonica Bour, 1978

Statut de conservation UICN

 EX  : Éteint
Cylindraspis indica est une espèce éteinte de tortues de la famille des Testudinidae.

## Répartition
Cette espèce était endémique de La Réunion.
Les populations littorales furent décimées dès le XVIIIe siècle. L'espèce est présumée éteinte depuis 1800, date depuis laquelle le dernier spécimen a été observé dans les hauts de Cilaos.

## Description
Elle était longue de 50 à 110 cm, avait de longues pattes, un cou allongé qui soutenait une tête large munie de puissantes mâchoires fortement dentelées. Le mâle était plus grand que la femelle.
Ces tortues géantes étaient très lentes et faisaient donc l'objet d'une proie facile pour les premiers habitants de l'île et les marins des navires en escale.

### Publication originale
- Schneider, 1783 : Allgemeine Naturgeschichte der Schildkröten, nebst einem Systematischen Verseichnisse der einzelnen Arten. Müller, Leipzig, p. 1-364 (texte intégral).